# ГЕС Wànān
ГЕС Wànān (万安水电站) — гідроелектростанція на сході Китаю у провінції Цзянсі. Знаходячись перед ГЕС Shíhǔtáng, входить до складу каскаду на річці Гань, яка впадає до розташованого на правобережжі Янцзи найбільшого прісноводного озера країни Поянху.
В межах проекту долину річки перекрили комбінованою греблею висотою 44 метра та довжиною 1104 метра, яка включає розташовану у руслі бетонну ділянку та прилягаючу до неї праворуч земляну секцію довжиною 430 метрів. Вона утримує водосховище з площею поверхні 100 км2 та об'ємом 1716 млн м3 (корисний об'єм 1019 млн м3), в якому припустиме коливання рівня поверхні у операційному режимі між позначками 90 та 100 метрів НРМ (під час повені рівень може зростати до 103,6 метра НРМ, а об'єм — до 2216 млн м3). Між машинним залом та правобережною земляною греблею облаштований судноплавний шлюз із розмірами камери 175х14 метрів.
Інтегрований у греблю зал обладнали п'ятьма турбінами типу Каплан потужністю по 100 МВт, які використовують напір від 12,8 до 32,3 метра (номінальний напір 22 метра) та забезпечують виробництво 1516 млн кВт-год електроенергії.
Видача продукції відбувається по ЛЕП, розрахованій на роботу під напругою 220 кВ.